# سويتشيرو كازوكي
سويتشيرو كازوكي (باليابانية: 上月 壮一郎) (مواليد 22 ديسمبر 2000) هو لاعب كرة قدم ياباني.

## وصلات خارجية
- سويتشيرو كازوكي على موقع الاتحاد الدولي (مؤرشف)  (الإنجليزية)
- سويتشيرو كازوكي على موقع رابطة كرة القدم اليابانية للمحترفين (اليابانية)
- سويتشيرو كازوكي على موقع قاعدة بيانات كرة القدم.إي يو (الإنجليزية)
- سويتشيرو كازوكي على موقع Soccerway.com (الإنجليزية)
- سويتشيرو كازوكي على موقع عالم كرة القدم.نت (الإنجليزية)